# I'm Going Down
"I'm Going Down" é uma canção composta por Norman Whitfield, e interpretada por Rose Royce, o single é do filme Car Wash.

## Paradas musicais
| Paradas musicais (1977)    | Melhor posição |
| -------------------------- | -------------- |
| Canadian RPM Singles Chart | 58             |
| US Billboard Hot 100       | 70             |
| US Hot Black Singles       | 10             |

## Versão de Mary J. Blige
Em 1994, o canção viria a ganhar mais exposição e popularidade quando ganhou uma versão cover feita pela cantora de R&B Mary J. Blige para o seu segundo álbum, My Life. Ela também mudou o título de "I'm Going Down" para "I'm Goin' Down". Devido ao airplay pesado que a canção recebeu, a versão de Blige foi para a parada Hot R&B/Hip-Hop Songs, alcançando o número 13 e para a US Billboard Hot 100, onde atingiu o número vinte e dois.

### Paradas musicais
| Parada musical (1995)                | Melhor posição |
| ------------------------------------ | -------------- |
| UK Singles Chart                     | 12             |
| U.S. Billboard Hot 100               | 22             |
| U.S. Billboard Hot R&B/Hip-Hop Songs | 13             |